# Bombardeio aéreo em Deir Zor (2016)
O Bombardeio aéreo em Deir Zor foram vários bombardeios realizados pela coalizão liderada pelos Estados Unidos perto do Aeroporto de Deir Zor no leste da Síria em 17 de setembro de 2016.

## Contexto
O distrito de Deir Zor é um dos últimos redutos do Governo Sírio no leste da Síria. Em maio de 2015, o Estado Islâmico do Iraque e do Levante lançou a Ofensiva de Palmira, cercando Deir Zor e cortando a última roda de suprimentos para a cidade. A cidade ficou efetivamente sobre cerco do EIIL, deixando os suprimentos a serem entregues apenas por helicópteros de transporte. O EIIL tentou parar as entregas de suprimentos atacando a base aérea de Deir Zor. Contudo, suas tentativas falharam devido à presença do 104ª brigada de paraquedistas da Guarda Republicana (Síria), sob o comando do General Issam Zahreddine. O exército sírio e os civis de tal área são reabastecidos via o Aeroporto de Deir Zor somente. Isso só foi possível pelo controle do exército sírio das Montanhas Tardá, próximas a base da artilharia, além de outras aéreas próximas ao aeroporto prevenindo que aeronaves fosse atacadas pelo EIIL quando se aproximassem do aeroporto. Por tais apontamentos, o Aeroporto de Deir Zor e seus arredores são considerados como estrategicamente cruciais para o controle de Deir Zor e sobreviver o cerco imposto pelos terroristas. As Montanhas Tardá (Jabal Turdah em transliteração do árabe) refere-se a um grupo de montanhas e montes ao sudoeste do Aeroporto de Deir Zor, onde foram montadas posições de defesa ao longo. Em 17 de setembro de 2016, era apontado que o exército sírio possuía o controle da colina Kroum, pontos 1 e 2.
Em dezembro de 2015, o governo sírio acusou os Estados Unidos, o que foi rejeitado por estes, de atacar e matar 3 soldados sírios e ferir outros 13 em um ataque aéreo em um campo na província de Deir al-Zour. A coalizão estaria atacando os terroristas desde setembro de 2014 na Síria, mesmo que estes ataques nunca foram coordenados com o Governo Sírio, o qual eles estão tentando derrubar desde o início do conflito.

## Eventos

### Ataque aéreo da coalizão
Em 17 de setembro de 2016, a coalizão liderada pelos Estados Unidos bombardeou as tropas sírias. As bombas acertaram posições do Exército Sírio nas Montanhas Tardá e na base de artilharia próxima. A Rússia e Síria relataram que o ataque foi conduzido as 5 horas da tarde pela CJTF–OIR, sem serem nomeados os países envolvidos, matando 62 soldados sírios e ferindo 100. O Observatório Sírio de Direitos Humanos, com base em Londres, apontou que seria 90 mortos e 110 feridos. No final de setembro, a Al Masdar News apontou que seriam 106 mortos. O New York Times apontou que foi informado por um oficial anônimo da Centcom, o qual afirmou que "Os ataques começaram no início da noite, com aeronaves atacando um grupo de veículos que aeronaves de reconhecimento norte americanas estavam observando a dias" depois que o Exército Americano concluiu que este grupo, o qual incluía um tanque de combate, era do EIIL. Este mesmo oficial apontou que "o ataque durou cerca de 20 minutos, com aeronaves destruindo veículos e matando vários em deserto aberto".
O Ministério da Defesa da Federação Russa disse que o ataque foi conduzido por pelo menos quatro caças, incluindo dois Fairchild Republic A-10 Thunderbolt II (caça que apenas as Forças Norte Americanas possuem) e dois General Dynamics F-16, sendo que a central de comando dos Estados Unidos apontou que o ataque foi realizado por aeronaves Americanas, Britânicas, Dinamarquesas e Australianas. A Força Aérea Dinamarquesa afirmou que dois de seus F-16 estiveram envolvidos nos ataques enquanto os Britânicos afirmaram que seus drones Reapers tiveram parte na operação. A Rússia, a qual possui um canal de comunicação com os Estados Unidos, chamou a central no Kuwait mas não recebeu resposta, com o comando norte-americano alegando que estavam fora do gabinete no período. A chamada subsequente da Rússia para o Comando dos Estados Unidos resultou em comunicação para acabar com os ataques "em alguns minutos", mas de acordo com o porta-voz da coalizão, uma grande quantidade de ataques já teriam ocorrido". Um oficial do 123º regimento do Exército Sírio, anonimamente, afirmou que mais da metade dos ataques que mataram os soldados sírios ocorrem nos pontos 1 e 2, os quais ficam próximos ao oeste do aeroporto de Deir Zor, e que a "maioria dos ataque não foram conduzidos próximos a linhas de frente". ou que o EIIL tivesse presença. De acordo com a Al Masdar News, os ataques foram feitos nas posições defensivas dos pontos 1 e 2, que eram as últimas linhas de defesa para o aeroporto. Em decorrência, o exército sírio teve que recuar das Montanhas Tardá, com EIIL conquistando tais pontos.

### Subsequente ataque de EIIL as montanhas
E acordo com uma fonte as Forças Armadas Iranianas, o EIIL conduziu um ataque terrestre sete minutos após o bombardeio da coalizão, o qual, para ele, e também apontados pelos Governos Russo e Sírio, indicaram que a coalizão possuía a intenção de apoiar o EIIL em capturar a cidade.
Após os ataques, o EIIL capturou as Montanhas Tardá. As montanhas são consideradas estratégicas pois possibilitam visão sobre a base aérea de Deir Zor. No final do dia, após combates pesados combinados com ataques aéreos Russos e Sírios, os quais mataram 38 terroristas, o Exercito Sírio recapturou todos os pontos perdidos nas montanhas (incluindo Tall Kroum). Durante os combates, um MiG Sírio foi abatido pelo EIIL sobre as montanhas, matando o piloto. Contudo, no dia seguinte, o EIIL tomou controle novamente das montanhas após retirada do exército, criando uma ameaça séria para o flanco sudeste do aeroporto. Os terroristas também capturaram o Batalhão de Artilharia, ao sul do aeroporto. No início de outubro de 2016, o SAA recapturou o ponto 1 em Jabal Thardeh, possibilitando o avanço recentes perto do Ponto de Panorama e Monte Kroum. O Exército Sírio lançou um outro ataque ao ponto 2 de Jabal Thardeh.

## Reações diplomáticas
O ataque teria sido o gatilho para "uma fogueira diplomática", com a Rússia chamando uma reunião urgente do conselho de segurança da ONU em resposta pelo incidente. Dias após o ataque, em 19 de setembro, o governo Sírio decretou o fim do cessar fogo as 7 horas da noite (horário de Damasco) e citou o bombardeio da coalizão a razão para tal. No mesmo dia, houve um ataque a um comboio suprimentos em Alepo, com os Estados Unidos e seus aliados culpando o Governo Sírio, acusação rejeitada pela Síria. O Departamento de Estado dos Estados Unidos afirmou que o ataque ao comboio foi a razão primária para a falha do cessar fogo e acordo bilateral de EUA e Rússia. O Governo Russo, contudo, considerou o ataque a Deir Zor como o ponto de mudança e motivo para o fim das conversas bilaterais.
A coalizão afirmou que o bombardeio de Deir Zor foi acidental, enquanto os Governos Sírio e Russo apontaram que tais ataques eram intencionais o que conduziu para acusações, rejeitadas pelos EUA, de que a coalizão estaria atuando como força aérea do EIIL. No mesmo dia, as Forças Armadas dos Estados Unidos afirmou que "as forças da coalizão não poderiam atacar intencionalmente as forças sírias", enquanto a porta-voz do Ministério de Relações Exteriores Russo afirmou que após o "incidente de bombardeio sobre o Exército Sírio, chegaríamos a terrível conclusão que a Casa Branca está defendendo o Estado Islâmico". O Governo Sírio publicou que os ataques aéreos eram "evidência conclusiva" que os Estados Unidos e seus aliados estavam dando suporte ao EIIL e outros grupos terroristas como parte do esforço para derrubar o presidente Bashar al-Assad.
Ambos Governos Sírio e Russo consideraram tais ataques como prova de que os Estados Unidos são simpáticos ao EIIL.
Independentemente da validade de acusações e entendimentos, o bombardeio teve repercussão estratégica. Em 6 de outubro de 2016 a Rússia colocou um sistema adicional de mísseis S-300, complementando o S-400, na Síria, já que ocorriam diversas indicações que a coalizão pretendia atacar o governo sírio. O porta-voz das forças armadas Russas deu um aviso forte caso os Estados Unidos e seus aliados caso atacassem a Síria. Em referência ao ataque de Deir Zor, o porta-voz disse: "Nós vamos tomar todas as medidas necessárias para prevenir quaisquer 'erros' com soldados russos e nossas competências na Síria", avisando a coalizão que em caso de qualquer ameaça ao Exército Sírio "as equipes de mísseis podem disparar sem necessidade de clarificar o ataque por um intermediário".

## Resposta da Coalizão
- Estados Unidos: Inicialmente as Forças Armadas dos Estados Unidos não admitiram o ataque da coalizão as Forças Sírias [40] mas, posteriormente, admitiram que suas aeronaves tiveram relação com o ataque. Os Estados Unidos parou seus ataques assim que eles descobriram da presença do Exército Sírio e se sentiram arrependidos pelas mortes acidentais.[41][42]
- Austrália: O Departamento de Defesa da Austrália admitiu participação "junto com um número de outras aeronaves internacionais". Afirmou que "nunca poderia atacar intencionalmente uma unidade do Exército Sírio ou que apoiariam o Daexe (EIIL)" e ofereceu suas condolências.[43][44]
- Dinamarca: O Ministério da Defesa (Dinamarca) confirmou que a dois F-16 da Força Aérea Real Dinamarquesa participaram dos ataques da coalizão em Deir Zor. Tais ataques foram imediatamente parados após ser revelado que acertaram as forças do Exército Sírio, e que o Ministério de Defesa "arrepende-se" de ter bombardeado forças que lutam contra o EIIL.[45]
- Reino Unido: O Ministério da Defesa (Reino Unido)" afirmou que "pode confirmar que o Reino Unido participou dos recentes ataques da coalizão... e ajuda com total cooperação com a investigação da coalizão."[46]